# Ritmerk
Ritmerk je naselje v Občini Ormož.